# Star One (przedsiębiorstwo)
Star One – brazylijski operator satelitarny (największy w Ameryce Łacińskiej).  Udziałowcami firmy są: Embratel (80%) i  SES S.A. (20%).
W listopadzie 2007 roku rakieta nośna Ariane 5 ECA wyniosła satelitę telekomunikacyjnego Star One C1.